# Aislamiento galvánico

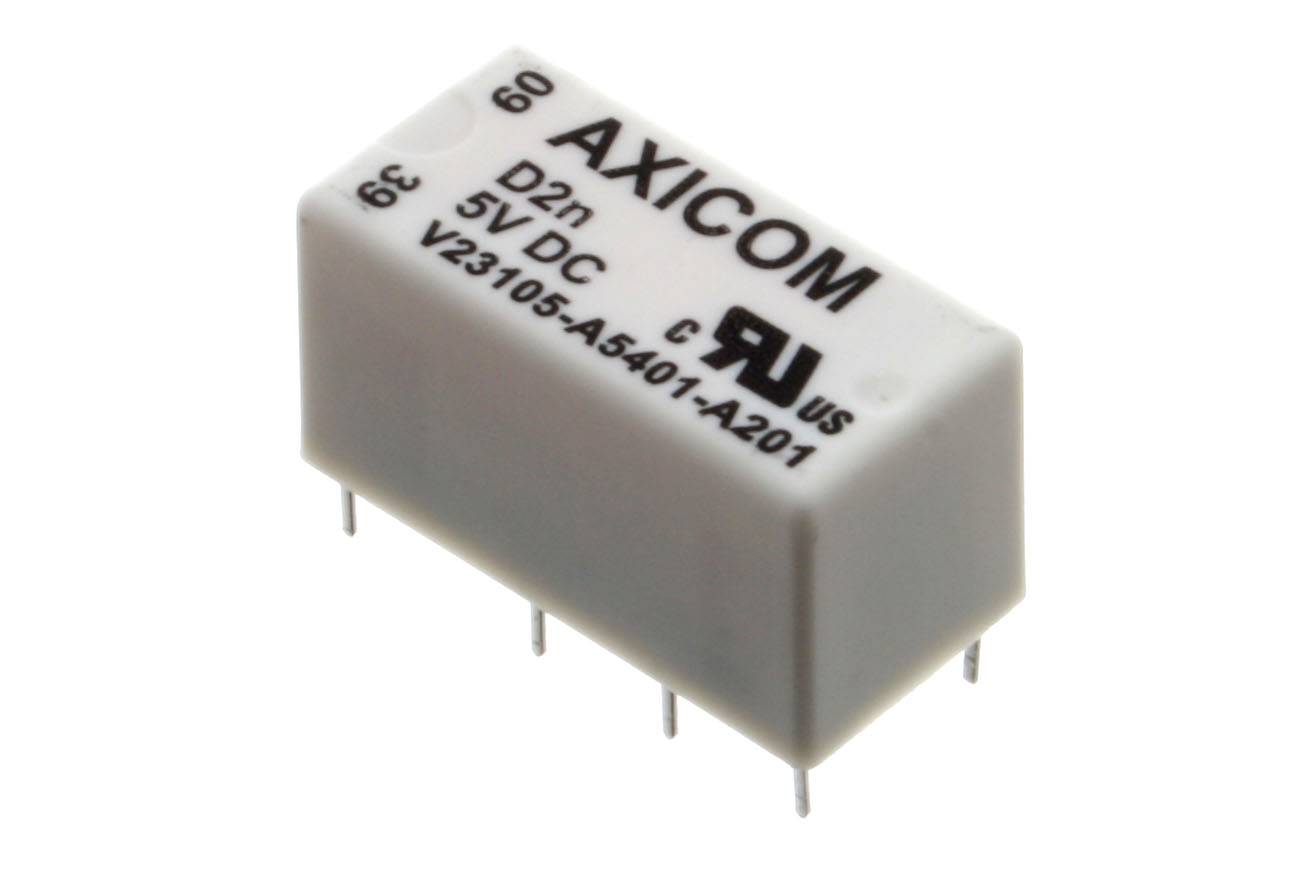
Relé DPDT de 5 voltios - RELAY-01.

El aislamiento galvánico consiste en la separación de partes funcionales de un circuito eléctrico para prevenir el traspaso de portadores de carga. Este tipo de aislamiento se usa cuando se desea que se transmitan señales entre las distintas partes funcionales, pero las masas tienen que mantenerse separadas. Este aislamiento entre las masas o tierra se hace por motivos de seguridad.

## Aplicaciones
- Optoacopladores para desacoplar un bloque funcional primario de uno secundario conectado a la red eléctrica o a alto voltaje.
- Transformadores para incrementar la seguridad de un dispositivo al no haber contacto directo con la tensión de la red eléctrica.
- Relés para incrementar la seguridad al aislar la tensión de control que acciona el relé de la tensión conmutada.